# Nicolaus von Baumann

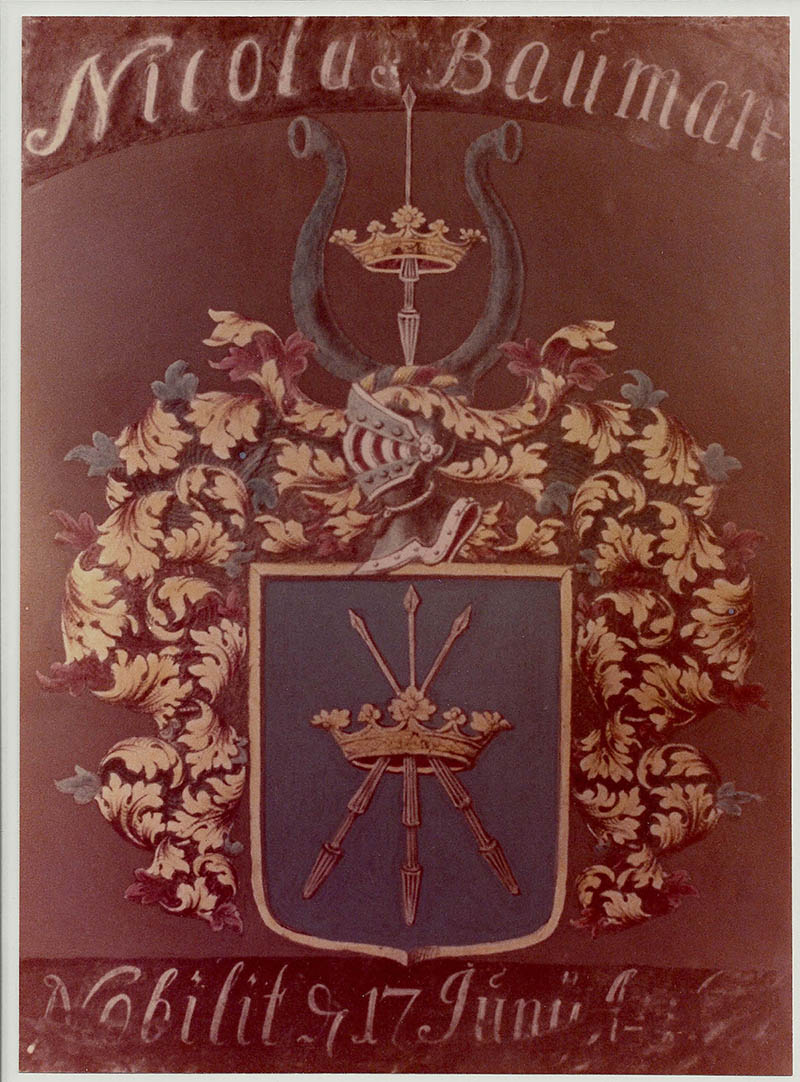
Familienwappen der Baumanns

Nicolaus von Baumann, auch Nikolaus von Baumann, Niclas Bauman (* 12. Juni 1618 in Pommern; † 10. Februar 1695), war ein Stralsunder Kaufmann und Ratsherr.

## Leben
Nicolaus Baumann, der Sohn des Dr. iur. Joachim Baumann († 1629) und der Regina Schlichtkrull († 1629), war Amtmann für die Güter der Königin Christina in Schwedisch-Pommern und wurde 1660 Ratsherr in Stralsund. Er besaß die Güter Lüdershagen, Lüssow und Negast bei Stralsund und war Pfandherr auf Rosengarten und Poggendorf. Sein Vermögen versetzte ihn in die Lage, große Kredite für die schwedische Armee, die Flotte und den schwedisch-pommerschen Staat zu geben. Diese beliefen sich auf etwa 144.000 Taler und wurden nie zurückgezahlt.
Für seine Verdienste wurde er am 17. Juni 1676 in den schwedischen Adelsstand erhoben. Das Wappen zeigt in Blau drei durch eine goldene Krone als Stern zusammengelegte goldene Speere. Eine besondere Ehrung war die durch König Karl XI. genehmigte Krone.

## Familie
Nikolaus von Baumann war ein Nachfahr des Rostocker Gelehrten und mittelniederdeutschen Schriftstellers Nicolaus Baumann. Er heiratete 1638 Gertrud Herold († 1681), eine Tochter des Greifswalder Syndikus Christoph Herold, mit der er sechs Töchter und fünf Söhne hatte. Seiner zweiten Ehe mit der Kaufmannstochter Katharina Tönnjes entstammten zwei Töchter und drei Söhne.
Während im Neuen allgemeinen deutschen Adels-Lexicon behauptet wird, das Adelsgeschlecht von Baumann wäre bereits mit Nikolaus von Baumanns Tod 1695 in der männlichen Linie ausgestorben, führen schwedische Adelsverzeichnisse
mehrere Generation von Nachkommen auf.